# Rain of a Thousand Flames
Albums de Rhapsody
Dawn of Victory
(2000) Power Of The Dragonflame
(2002)
Rain of a Thousand Flames est le 4e album du groupe de power metal / metal symphonique Rhapsody sorti en 2001, faisant partie de la Saga de l'Epée d'Emeraude.

## Titres
1. Rain of a Thousand Flames (3:44)
2. Deadly Omen (1:48)
3. Queen of the Dark Horizons (13:41)
4. Tears of a Dying Angel (6:22)
5. Elnor's Magic Valley (1:40)
6. The Poem's Evil Page (4:04)
7. The Wizard's Last Rhymes (10:33)

## Remarques
Le titre The Wizard's Last Rhymes est basé sur la Symphonie n°9 du nouveau monde composée par Antonín Dvořák, plus précisément le 4e mouvement.

Le titre Queen of the Dark Horizons est une reprise du thème principal du film Phenomena, composé par le groupe Goblin.